# توماس بیلت باسز
توماس بیلت باسز (انگلیسی: Thomas Built Buses) شرکت اتوبوس‌سازی آمریکایی است، که در سال ۱۹۷۲ توسط پرلیت توماس تأسیس شد و هم‌اکنون زیرمجموعه‌ای از شرکت دایملر آگ می‌باشد.